# Округ Монро (Алабама)
Округ Монро (енгл. Monroe County) је округ у америчкој савезној држави Алабама. По попису из 2010. године број становника је 23.068. Седиште округа је град Монровил.

## Демографија
Према попису становништва из 2010. у округу је живело 23.068 становника, што је 1.256 (5,2%) становника мање него 2000. године.
| Група             | 2000.          | 2010.          |
| Белци             | 13.962 (57,4%) | 12.621 (54,7%) |
| Афроамериканци    | 9.747 (40,1%)  | 9.614 (41,7%)  |
| Азијати           | 70 (0,3%)      | 67 (0,3%)      |
| Хиспаноамериканци | 190 (0,8%)     | 220 (1,0%)     |
| Укупно            | 24.324         | 23.068         |